# Arabian Love
Arabian Love es una película de drama mudo estadounidense de 1922 dirigida por Jerome Storm. No se sabe si la película esta perdida actualmente.

## Trama
Poco después de casarse con un hombre, Nadine Fortier viaja a través del desierto a una ciudad distante para visitar a su madre moribunda. En su camino, es secuestrada por un grupo de bandidos, que la usan cuando juegan. Nadine finalmente se convierte en propiedad de Norman Stone, un criminal estadounidense que huye de la policía. Norman la ayuda a ponerse a salvo y planean cruzar caminos. Nadine, sin embargo, lo contacta para encontrar al asesino de su esposo.
Themar, la hija de un jeque, está celosa del interés de Norman en Nadine y le dice a Nadine que Norman es responsable de la muerte de su padre. Al enfrentarlo, Norman admite que su esposo tuvo varias reuniones clandestinas con su hermana y que fue asesinado a tiros accidentalmente en su presencia. Aunque inicialmente está enojada, su amor mutuo demuestra ser más poderoso. Eventualmente se convierten en una pareja y dejan el país para América.

## Reparto
- John Gilbert como Norman Stone
- Barbara Bedford como Nadine Fortier
- Barbara La Marr como Themar
- Herschel Mayall como The Sheik
- Bob Kortman como Ahmed Bey
- William Orlamond como Dr. Lagorio

## Producción y lanzamiento
Arabian Love se benefició del éxito de The Sheik (1921), una película que romantiza a los jeques y los amantes latinos. La mayoría de las películas que John Gilbert hizo en Fox Film Corporation fracasaron, pero Arabian Love se convirtió en un gran éxito. Gilbert fue elogiado por su interpretación del jeque, pero el propio actor lo detestaba y se aseguró de que no volvería a aparecer en ese tipo de personaje. Barbara La Marr también fue elogiada por los críticos, y la revista de cine Moving Picture World declaró que "el triste amor de la hija del jeque [es] inusualmente efectivo".